# Odontocera dice
Odontocera dice là một loài bọ cánh cứng trong họ Cerambycidae.